# لودوویکو گاسپارینی
لودوویکو گاسپارینی (ایتالیایی: Lodovico Gasparini؛ زادهٔ ۱۹۴۸) کارگردان فیلم و کارگردان تلویزیونی ایتالیایی است که عمدتاً در زمینهٔ ساخت و کارگردانی سریال‌های تلویزیونی، مینی‌سریال‌ها، تله‌فیلم و درام‌های تلویزیونی فعالیت می‌کند.

## زندگی حرفه‌ای
وی پس از فارغ‌التحصیلی در رشته علوم سیاسی در دانشگاه ساپینزای رم و یک سال تحصیل در رشته بازیگری در آکادمی ملی هنرهای نمایشی سیلویو دامیکو، در سال ۱۹۷۲ به عنوان دستیار کارگردان در حدود پانزده فیلم با ماریو مونیچلی، استنو، لیلیانا کاوانی و مارکو فرری همکاری نمود. او تا سال ۱۹۸۲ به عنوان دستیار کارگردان به کارش ادامه داد، تا آنکه به کمک تهیه‌کننده ایتالیایی مائورو براردی نخستین فیلم خود را تحت عنوان نه ممنون، قهوه مرا عصبی می‌کند با بازی للو آرنا، مادالنا کریپا و ماسیمو تروئیزی کارگردانی کرد. او همچنین مینی‌سریالی به نام ثریا را کارگردانی نموده‌است که دربارهٔ زندگی ملکه ثریا اسفندیاری دومین همسر محمدرضا پهلوی است.
از دیگر فعالیت‌های تلویزیونی او می‌توان به کارگردانی برخی قسمت‌های مارشال روکا و پدر ماتئو اشاره کرد.